# Grand Prix Velké Británie 1963
Grand Prix Velké Británie 1963 (oficiálně XVI RAC British Grand Prix) se jela na okruhu Silverstone v Silverstonu ve Velké Británii dne 20. července 1963. Závod byl pátým v pořadí v sezóně 1963 šampionátu Formule 1.

## Závod
| Poř.   | No. | Jezdec                  | Konstruktér    | Počet kol | Čas/Odstoupení      | Pořadí na startu | Body |
| ------ | --- | ----------------------- | -------------- | --------- | ------------------- | ---------------- | ---- |
| 1      | 4   | Jim Clark               | Lotus-Climax   | 82        | 2:14:09.6           | 1                | 9    |
| 2      | 10  | John Surtees            | Ferrari        | 82        | + 25.8              | 5                | 6    |
| 3      | 1   | Graham Hill             | BRM            | 82        | + 37.6              | 3                | 4    |
| 4      | 2   | Richie Ginther          | BRM            | 81        | + 1 kolo            | 9                | 3    |
| 5      | 3   | Lorenzo Bandini         | BRM            | 81        | + 1 kolo            | 8                | 2    |
| 6      | 12  | Jim Hall                | Lotus-BRM      | 80        | + 2 kola            | 13               | 1    |
| 7      | 19  | Chris Amon              | Lola-Climax    | 80        | + 2 kola            | 14               |      |
| 8      | 20  | Mike Hailwood           | Lotus-Climax   | 78        | + 4 kola            | 17               |      |
| 9      | 7   | Tony Maggs              | Cooper-Climax  | 78        | + 4 kola            | 7                |      |
| 10     | 23  | Carel Godin de Beaufort | Porsche        | 76        | + 6 kol             | 21               |      |
| 11     | 21  | Masten Gregory          | Lotus-BRM      | 75        | + 7 kol             | 22               |      |
| 12     | 22  | Bob Anderson            | Lola-Climax    | 75        | + 7 kol             | 16               |      |
| 13     | 24  | John Campbell-Jones     | Lola-Climax    | 74        | + 8 kol             | 23               |      |
| Ret    | 25  | Jo Siffert              | Lotus-BRM      | 66        | Převodovka          | 15               |      |
| Ret    | 14  | Jo Bonnier              | Cooper-Climax  | 65        | Tlak oleje          | 12               |      |
| Ret    | 9   | Dan Gurney              | Brabham-Climax | 59        | Motor               | 2                |      |
| Ret    | 26  | Ian Raby                | Gilby-BRM      | 59        | Převodovka          | 19               |      |
| Ret    | 16  | Ian Burgess             | Scirocco-BRM   | 36        | Zapalování          | 20               |      |
| Ret    | 8   | Jack Brabham            | Brabham-Climax | 27        | Motor               | 4                |      |
| Ret    | 11  | Innes Ireland           | BRP-BRM        | 26        | Zapalování          | 11               |      |
| Ret    | 5   | Trevor Taylor           | Lotus-Climax   | 23        | Palivové čerpadlo   | 10               |      |
| Ret    | 15  | Tony Settember          | Scirocco-BRM   | 20        | Zapalování          | 18               |      |
| Ret    | 6   | Bruce McLaren           | Cooper-Climax  | 6         | Motor               | 6                |      |
| DNP    | 27  | Nasif Estéfano          | De Tomaso      |           |                     |                  |      |
| WD     | 17  | Giancarlo Baghetti      | ATS            |           | Vůz nebyl připraven |                  |      |
| WD     | 18  | Phil Hill               | ATS            |           | Vůz nebyl připraven |                  |      |
| Zdroj: |     |                         |                |           |                     |                  |      |

## Průběžné pořadí po závodě
Pohár jezdců
|        | Pořadí | Jezdec         | Body |
| ------ | ------ | -------------- | ---- |
|        | 1      | Jim Clark      | 36   |
| 1      | 2      | Richie Ginther | 14   |
| 2      | 3      | Graham Hill    | 13   |
| 3      | 4      | John Surtees   | 13   |
| 3      | 5      | Dan Gurney     | 12   |
| Zdroj: |        |                |      |

Pohár konstruktérů
|        | Pořadí | Konstruktér    | Body |
| ------ | ------ | -------------- | ---- |
|        | 1      | Lotus-Climax   | 37   |
| 1      | 2      | BRM            | 18   |
| 1      | 3      | Cooper-Climax  | 16   |
|        | 4      | Brabham-Climax | 13   |
|        | 5      | Ferrari        | 13   |
| Zdroj: |        |                |      |